# Тор, Анника
А́нника Тор (швед. Annika Thor, род. 2 июля 1950 года, Гётеборг, Швеция) — шведская писательница.
Родилась в еврейской семье.
Прежде чем стать писательницей, работала секретарём, библиотекарем и кинокритиком. Тор пишет романы, пьесы, киносценарии, в основном для детей и подростков. Ныне живёт в Стокгольме.
В 1999 году получила немецкую премию в области детской и юношеской литературы за повесть «Остров в море». За ту же повесть в 2000 году была удостоена Международной литературной премии имени Януша Корчака, став её последним лауреатом.

## Книги
- 1996 — En ö i havet (Остров в море), издана на русском языке в 2006 году издательством «Самокат»
- 1997 — Näckrosdammen (Пруд белых лилий), издана на русском языке в 2008 году издательством «Самокат»
- 1997 — Sanning eller konsekvens (Правда или последствия), издана на русском языке в 2011 году издательством «Самокат»
- 1998 — Havets djup (Глубина моря), издана на русском языке в 2009 году издательством «Самокат»
- 1999 — Öppet hav (Открытое море), издана на русском языке в 2010 году издательством «Самокат»
- 2009 — Fyren och stjärnorna (Маяк и звёзды), издана на русском языке в 2013 году издательством «Самокат»